# 泰歐皮 (明尼蘇達州)
泰歐皮（英語：Taopi，/teɪˈoʊpi/ tay-OH-pee）是一個位於美國明尼蘇達州毛爾縣的城市。

## 人口
根據2020年美國人口普查的數據，泰歐皮的面積為1.01平方千米，皆為陸地。當地共有人口61人，而人口密度為每平方千米60人。